# اوزرن (سوکوبانجا)
اوزرن (به صربی: Ozren) یک کوه در صربستان است که در الکسیناتس واقع شده‌است. اوزرن ۱٬۱۷۸ متر بالاتر از سطح دریا واقع شده‌است.